# 费罗泽普尔吉尔卡
费罗泽普尔吉尔卡（Ferozepur Jhirka），是印度哈里亚纳邦Gurgaon县的一个城镇。总人口17751（2001年）。

## 人口
该地2001年总人口17751人，其中男性9307人，女性8444人；0—6岁人口3448人，其中男1808人，女1640人；识字率51.21%，其中男性为61.32%，女性为40.06%。